# Bola de beisebol

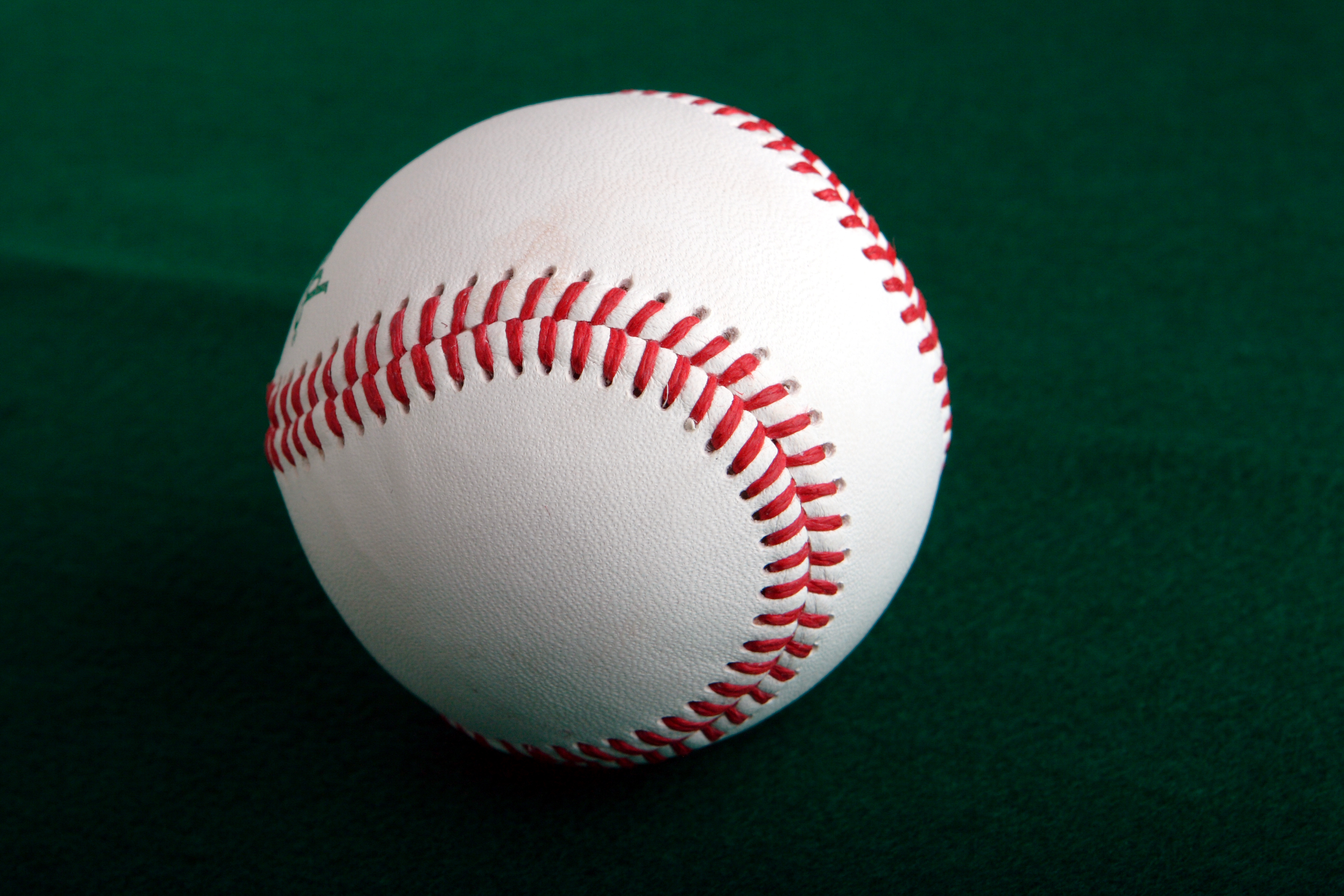
Uma bola de Beisebol

A bola de beisebol (português brasileiro) ou bola da baseball (português europeu) consiste em um item indispensável para a realização de uma partida desse esporte.
A circunferência de uma bola de beisebol pode variar entre 22,9 e 23,5 centímetros, com um diâmetro variando entre 7,3 e 7,6 centímetros, e pesando de 142 a 149 gramas. A sua estrutura varia muito conforme o fabricante, mas geralmente compreende uma esfera de cortiça ao centro envolvida por fios de algodão, lã ou corda. Quaisquer que sejam os materiais utilizados, devem estar bem compactados para que a bola atinja o peso regulamentado. Em seguida ela recebe uma capa de couro que, normalmente é costurada a mão. Essa costura é importante pois ela é a responsável pelos efeitos que fazem com que a bola faça uma curvatura ao longo de sua trajetória, após ser arremessada pelo lançador. Bolas de treinamento podem ser manufaturadas por meio da adição de compostos de borracha em seu interior, o que as torna mais macias e mais fáceis de serem rebatidas.
A vida útil de uma bola de beisebol, em média, numa partida profissional é de sete lançamentos. Nos campeonatos oficiais dos Estados Unidos, são utilizadas 600 mil bolas por ano. No Brasil, utilizam-se 30 mil bolas de borracha (até a categoria infantil) e 25 mil de couro (juniores, juvenis e adultos) por ano.